# Lukasmühle (Mülheim-Kärlich)

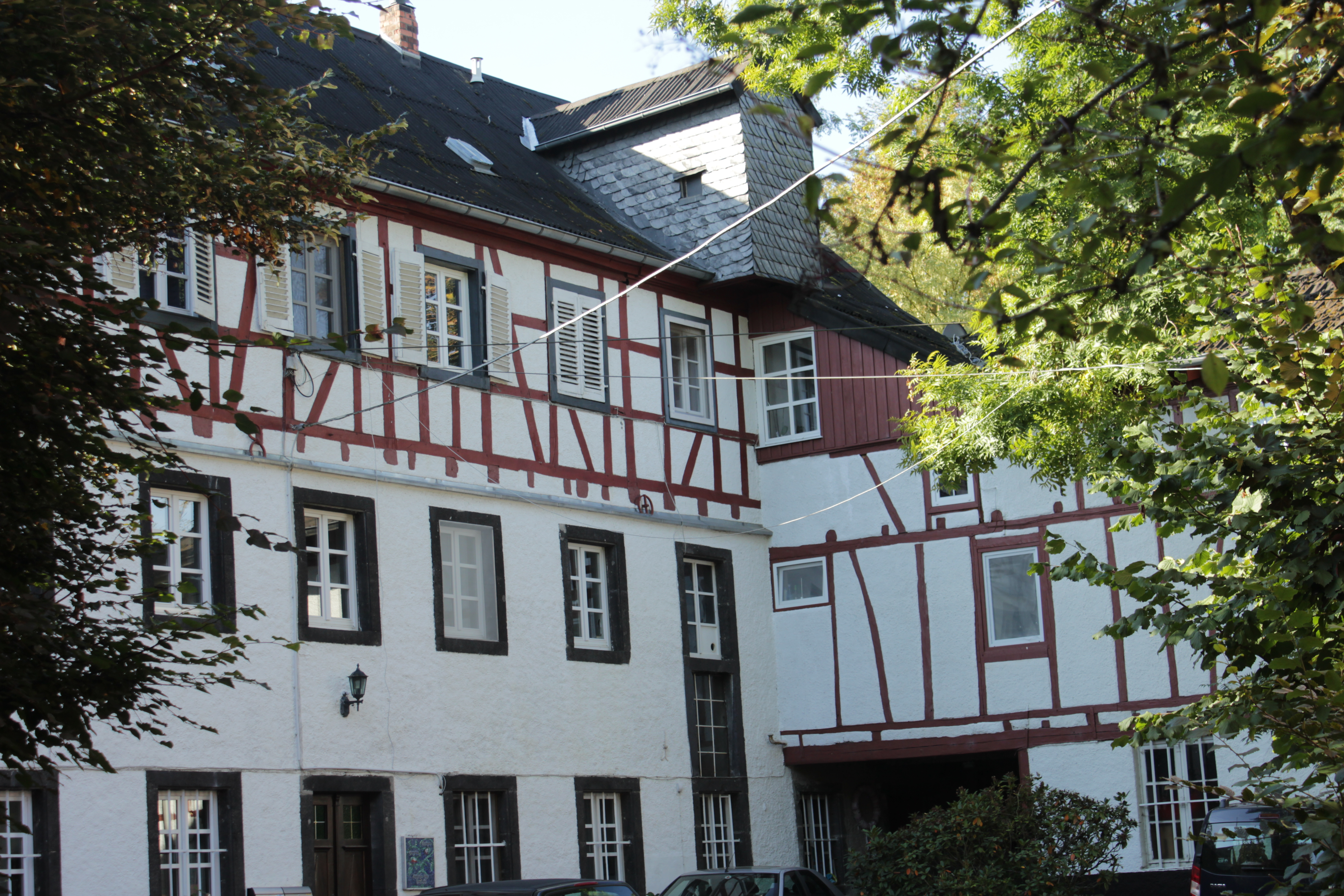
Lukasmühle

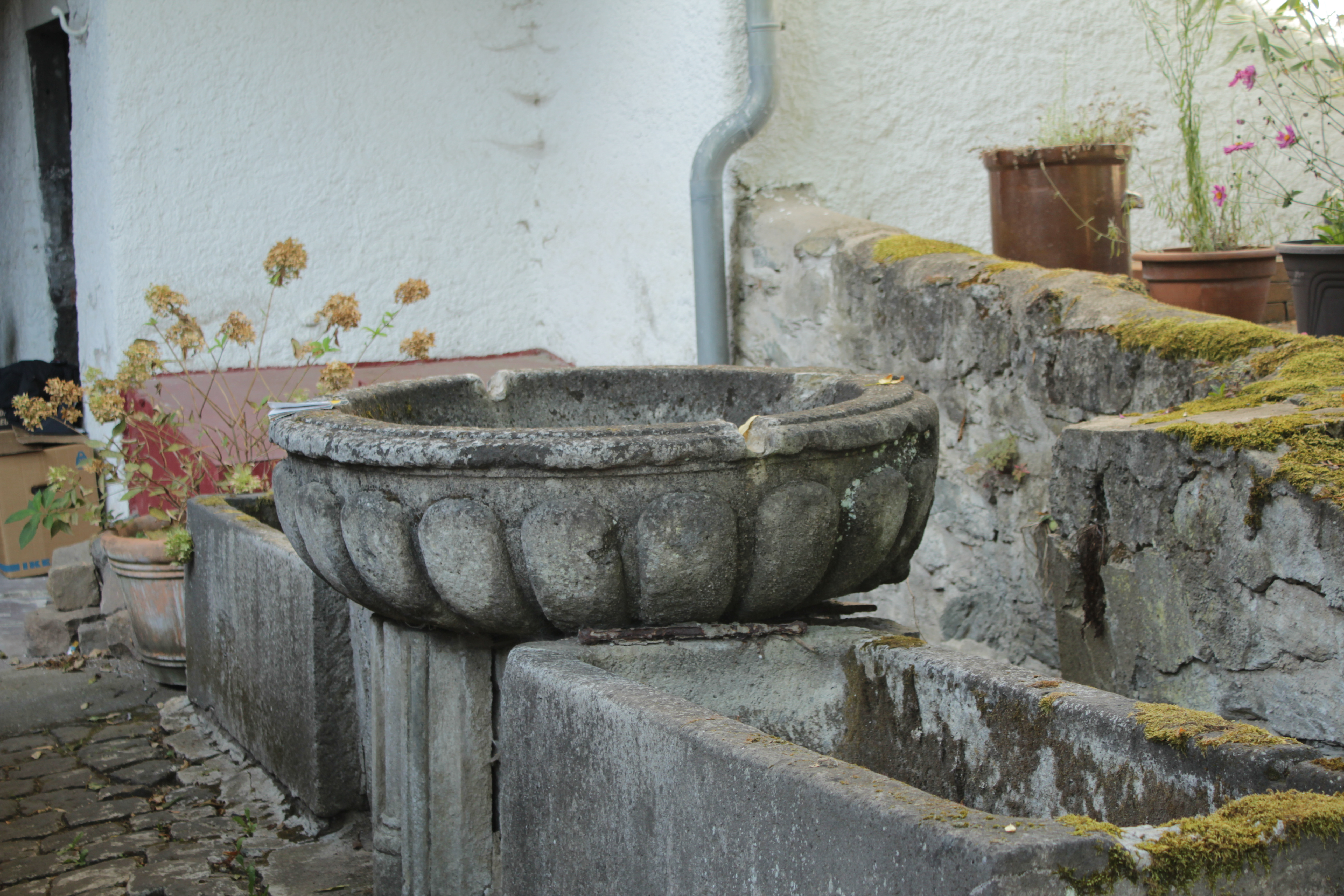
Kurfürstlicher Brunnen im Innenhof der Lukasmühle

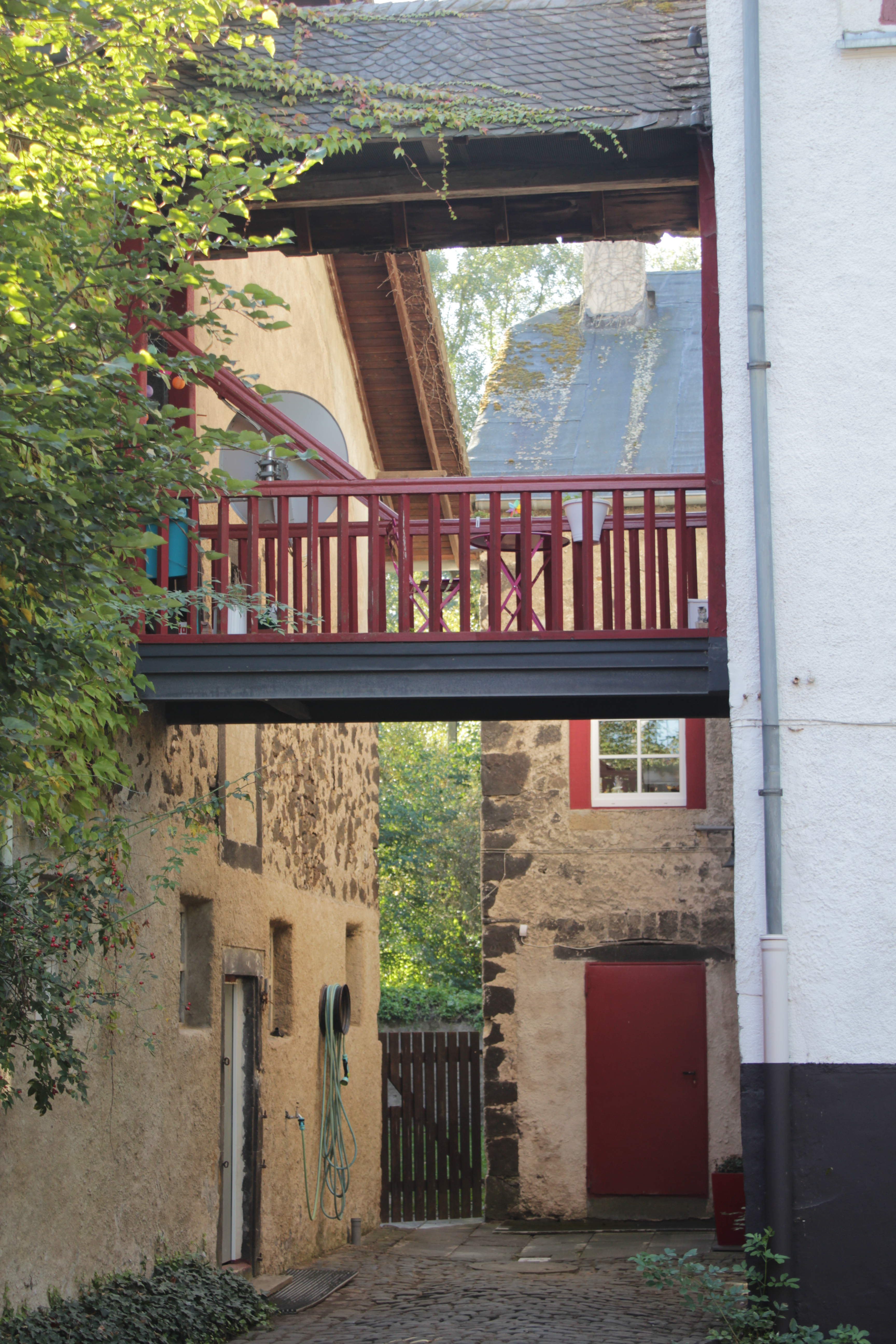
Lukasmühle (Detail)

Die Lukasmühle (früher Lucasmühle) ist eine historische Wassermühle am Lützelbach, bestehend aus ehemaligem Mühlengebäude und Wohngebäuden mit angrenzendem Freigelände und dem Lukasweiher. Sie befindet sich zwischen Mülheim-Kärlich und Bassenheim bei Koblenz.

## Geschichte
Im Jahr 1667 beabsichtigte man, eine Schleifmühle am großen Weiher in der Kärlicher Gemarkung zu errichten. Direkter Vorgänger der heutigen Lukasmühle war eine Kurfürstliche Spielmühle, die nicht einem wirtschaftlichen Betrieb, sondern gemeinsam mit der angrenzenden „Orangerie“ als Lusthaus der Ausstattung des großen kurfürstlichen Gartens diente.
Die ältesten, heute noch erhaltenen Gebäude der Lukas-Mühle, einer Öl- und Mahlmühle, wurden im 18. Jahrhundert erbaut und gehörten zum Besitz des letzten Kurfürsten von Trier, Clemens Wenzeslaus von Sachsen, der auch im nahen Kurfürstlichen Schloss zu Kärlich residierte, einem Jagdschloss der Trierer Kurfürsten. Nach dem Verlust des linksrheinischen, größten Teils des Kurstaats infolge der Französischen Revolution, der Eroberung durch General Marceau 1793 und dem Ende von Kurtrier wurden 1803 im Rahmen der Säkularisation aufgrund des Reichsdeputationshauptschlusses die Mühle und der angrenzende Park samt dem „Großen Weiher“ von der Familie Lucas erworben. Daraus entstand im Volksmund bald die heutige Bezeichnung sowohl für die Mühle als auch für den Weiher.
Die Familie Lucas hatte an dieser Stelle eine Ölmühle mit einem Fischweiher errichtet. Das gesamte Anwesen ging später an einen Johann Jakob Zerfaß aus Rübenach über; dessen älteste Tochter und Erbin heiratete einen Augustin Dötsch, der die Mühle übernahm. Inzwischen war der Betrieb auf eine Getreidemühle umgestellt. Die Töchter August Dötschs gaben den Mühlenbetrieb schließlich auf.
Inzwischen übernahmen deren Nachkommen (Familie Riechert) das Anwesen und erweiterten es um weitere Gebäude, Anbauten und Scheune; seitdem befindet es sich im Besitz der Familie Riechert.
An die Anfänge der Mühle unter den Kurfürsten von Trier erinnert heute noch der kurfürstliche Brunnen der Lukasmühle vor dem Hauptgebäude. Zu der denkmalgeschützten Anlage gehört das Haupthaus, ein dreigeschossiges Fachwerkhaus, teilweise massiv gemauert und mit einem Krüppelwalmdach versehen. Eine Inschrift bezeichnet das Jahr 1780 als Baujahr. Dazu gehören Anbauten, ein weiteres Fachwerkhaus und Ökonomietrakte.

## Mühlen im Tal des Lützelbachs
Noch immer liegen einige Mühlengebäude, die heute durchweg als Wohnhäuser genutzt werden, am Lützelbach, der von Bassenheim kommend durch Mülheim-Kärlich fließt. Dies sind neben der Lukasmühle, die Karlsmühle, die Korbsmühle, die Heckenmühle und die Waldmühle.